# Grad Himedži
Grad Himedži (姫路城, Himeji-jō) je japonski grajski kompleks na vrhu hriba v mestu Himedži, v prefekturi Hjogo na Japonskem. Grad velja za najlepši ohranjeni primer prototipske japonske grajske arhitekture, ki obsega mrežo 83 sob z naprednimi obrambnimi sistemi iz fevdalnega obdobja. Grad je pogosto znan kot Hakuro-džō ali širasagi-džō (grad bele čaplje) zaradi svoje bleščeče bele zunanjosti in domnevne podobnosti s ptico, ki leti.
Grad Himedži sega v leto 1333, ko je Akamacu Norimura zgradil utrdbo na vrhu hriba Himejama. Utrdba je bila leta 1346 razstavljena in ponovno zgrajena kot grad Himejama, dve stoletji kasneje pa preoblikovana v grad Himedži. Grad Himedži je leta 1581 močno preoblikoval Tojotomi Hidejoši, ki je dodal trinadstropni grajski stolp. Leta 1600 je Tokugava Ieyasu podelil grad Ikedi Terumasiju za njegovo pomoč v bitki pri Sekigahari, Ikeda pa je grad od leta 1601 do 1609 v celoti obnovil in ga razširil v velik grajski kompleks. Kasneje je Honda Tadamasa med letoma 1617 in 1618 grajskemu kompleksu dodal več stavb. Skoraj 700 let je grad Himedži ostal nedotaknjen, celo med bombardiranjem Himedžija v drugi svetovni vojni in naravnimi nesrečami, vključno z velikim potresom Hanšin leta 1995.
Grad Himedži je največji in najbolj obiskan grad na Japonskem, leta 1993 pa je bil vpisan kot ena prvih Unescovih območij svetovne dediščine v državi. Območje v srednjem jarku grajskega kompleksa je označeno kot posebno zgodovinsko območje in pet struktur gradu je prav tako označenih kot nacionalno bogastvo. Poleg gradov  Macumoto in Kumamoto velja grad Himedži za enega od treh najpomembnejših japonskih gradov. Da bi ohranili grajsko poslopje, so ga več let obnavljali in 27. marca 2015 ponovno odprli za javnost. Dela so odstranila tudi desetletja umazanije ter obnovila nekdanjo sivo streho v prvotno briljantno belo barvo.

## Zgodovina
Grad Himedži sega v leto 1333, ko je Akamacu Norimura, vladar starodavne province Harima, zgradil utrdbo na hribu Himejama. Leta 1346 je njegov sin Sadanori porušil to utrdbo in na njenem mestu zgradil grad Himejama. Leta 1545 je bil tu nastanjen klan Kuroda po ukazu klana Kodera, fevdalni vladar Kuroda Šigetaka pa je grad preuredil v grad Himedži in dokončal delo leta 1561. Leta 1580 je Kuroda Jošitaka grad podaril Tojotomiju Hidejošiju, leta 1581 pa je ta močno preoblikoval in zgradil trinadstropno stavbo s površino približno 55 m2.
Po bitki pri Sekigahari leta 1600 je Tokugava Iejasu podelil grad Himedži svojemu zetu, Ikedi Terumasiju, kot nagrado za njegovo pomoč v bitki. Ikeda je porušil trinadstropno utrdbo, ki jo je ustvaril Hidejoši in popolnoma obnovil in razširil grad med letoma 1601 do 1609, dodal tri jarke in ga preoblikoval v grajski kompleks, kot ga vidimo danes. Stroški dela, vključenega v to širitev, naj bi skupaj znašali 2,5 milijona mož/delovnih dni. Ikeda je umrl leta 1613 in grad predal svojemu sinu, ki je umrl le tri leta pozneje.  Leta 1617 sta Honda Tadamasa in njegova družina podedovala grad, Honda pa je grajskemu kompleksu dodal več stavb, vključno s posebnim stolpom za snaho, princeso Sen (千姫, Senhime), imenovan kešō jagura (Stolp za oblačenje). ).
V obdobju Meidži (1868–1912) je bilo uničenih veliko japonskih gradov. Grad Himedži je bil zapuščen leta 1871 in nekateri grajski hodniki in vrata so bili uničeni, da bi naredili prostor za vojašnice japonske vojske. Vladna politika je nameravala porušiti celoten grajski kompleks, vendar mu je prizaneslo prizadevanje Nakamura Šigeta, vojaškega polkovnika. Kamniti spomenik v čast Nakamuri je bil postavljen v grajskem kompleksu znotraj prvih vrat, vrat Hiši (菱の門, Hišinomon). Čeprav je bilo gradu Himedži prizaneseno, so japonski gradovi postali zastareli in njihovo ohranjanje je bilo drago.
Ko je bil han fevdalni sistem leta 1871 odpravljen, je bil grad Himedži dan na dražbo. Grad je kupil prebivalec Himedžija za 23 japonskih jenov (približno 200.000 jenov ali 2258 ameriških dolarjev danes). Kupec je želel porušiti grajski kompleks in urediti zemljišče, vendar je bil strošek uničenja gradu ocenjen kot previsok in mu je bilo spet prizaneseno.
Himedži je bil močno bombardiran leta 1945, ob koncu druge svetovne vojne in čeprav je bila večina okolice požgana do tal, je grad preživel nedotaknjen. Ena zažigalna bomba je bila odvržena v zgornje nadstropje gradu, a ni eksplodirala. Da bi ohranili grajski kompleks, so bila leta 1956 izvedena obsežna popravljalna dela, vloženo je bilo 250.000 delovnih dni in stalo 550 milijonov jenov. Januarja 1995 je mesto Himedži močno poškodoval veliki potres Hanshin, vendar je grad Himedži ponovno preživel praktično nepoškodovan in pokazal izjemno odpornost proti potresom. Celo steklenica sakeja, postavljena na oltar v zgornjem nadstropju utrdbe, je ostala na mestu.

### Zgodovinsko priznanje
Grad Himedži je bil registriran 11. decembra 1993 kot eno prvih Unescovih območij svetovne dediščine na Japonskem. Pet struktur gradu je prav tako označenih kot nacionalni zaklad: glavna trdnjava (大天守, daitenshu), severozahodna majhna trdnjava (乾小天守, inui kotenshu), zahodna majhna trdnjava (西小天守, nishi kotenshu), vzhodna majhna trdnjava (東小天守, higashi kotenshu), in I, Ro, Ha, Ni-hodniki in kuhinja (イ, ロ, ハ, ニの渡櫓附台所1棟, i, ro, ha, ni no watariyagura tsuketari daidokoro 1 to). Območje v srednjem jarku grajskega kompleksa je označeno kot posebno zgodovinsko območje.
Poleg gradov Matsumoto in Kumamoto velja grad Himedži za enega od treh najpomembnejših japonskih gradov. Je najbolj obiskan grad na Japonskem, ki ga je leta 2015 obiskalo več kot 2.860.000. Od aprila 2010 so na gradu Himedži potekala obnovitvena dela, da bi ohranili grajske zgradbe, in je bil za javnost ponovno odprt 27. marca 2015.

## Opis
Grad Himedži je največji grad na Japonskem. Služi kot odličen primer prototipske japonske grajske arhitekture, ki vsebuje veliko obrambnih in arhitekturnih značilnosti, povezanih z japonskimi gradovi. Ukrivljene stene gradu Himedži naj bi včasih spominjale na velikanske pahljače (扇子, sensu), vendar sta glavna materiala, uporabljena v strukturah, kamen in les. Fevdalni družinski grbi (家紋, kamon) so nameščeni po celotni arhitekturi stavbe in označujejo različne gospode, ki so naseljevali grad skozi njegovo zgodovino.
Poseben slog gradu je hirayama (平山城 ravni vrh hriba). Dva gradova, ki sta bila zgrajena v istem času in imata veliko skupnih arhitekturnih značilnosti, sta grad Macujama (Iyo) in grad Cujama.
Kompleks gradu Himedži je v središču mesta Himedži, prefektura Hjōgo, na vrhu hriba, imenovanega Himejama, ki je 45,6 m nad morsko gladino. Grajski kompleks obsega mrežo 83 stavb, kot so skladišča, vrata, hodniki in stolpiči (櫓, jagura). Od teh 83 stavb jih je 74 označenih kot pomembna kulturna dobrina: 11 hodnikov, 16 stolpičev, 15 vrat in 32 zemeljskih zidov. Najvišje obzidje v grajskem kompleksu je visoko 26 m. Grajskemu kompleksu se pridružuje Kōko-en (好古園), japonski vrt, ustvarjen leta 1992 v počastitev 100. obletnice mesta Himedži.
Od vzhoda proti zahodu je kompleks gradu Himedži dolg od 950 do 1600 m, od severa proti jugu pa od 900 do 1700 m. Grajski kompleks ima obseg 4200 m.  Pokriva površino 233 hektarjev (2.330.000 m²), kar je približno 50-krat večje od bejzbolskega stadiona Tokio Dome ali 60-krat večje od stadiona Košien.
Glavni stolp (大天守, daitenšu) v središču kompleksa je visok 46,4 m in stoji 92 m nad morsko gladino. Skupaj s tremi manjšimi pomožni stolpi (小天守, kotenšu) tvori skupino stolpov. Navzven se zdi, da ima utrdba pet nadstropij, ker se zdi, da sta drugo in tretje nadstropje od zgoraj eno samo nadstropje; dejansko pa ima šest nadstropij in klet. Klet glavnega gradu ima površino 385 m², njena notranjost pa vsebuje posebne prostore, ki jih ni v drugih gradovih, vključno s stranišči, odtočno ploščadjo in kuhinjskim hodnikom.
Glavni stolp ima dva stebra, eden stoji na vzhodu in drugi na zahodu. Vzhodni steber, katerega osnovni premer je 97 cm, je bil prvotno ena jelka, vendar je bil od takrat zamenjan. Osnova zahodnega stebra je velika 85 x 95 cm in je izdelana iz japonske paciprese (Chamaecyparis obtusa). Med obnovo Šova (1956–1964) so japonsko cipreso, dolgo 26,4 m, prinesli z gorovja Kiso in nadomestili stari steber. Drevo je bilo pri tem polomljeno, zato so drugo drevo podrli z gore Kasagata in obe drevesi združili v tretjem nadstropju.
Prvo nadstropje glavne zgradbe ima površino 554 m² in se pogosto imenuje »soba s tisočerimi blazinami«, ker ima več kot 330 tatamijev. Stene prvega nadstropja imajo stojala za orožje (武具掛け, bugukake) za držanje pušk na lunto in sulic, na neki točki pa je grad vseboval kar 280 pušk in 90 sulic. Drugo nadstropje ima površino približno 550 m².	
Tretje nadstropje ima površino 440 m² in četrto nadstropje ima površino 240 m². Tako tretje kot četrto nadstropje imata ploščadi pri severnem in južnem oknu, imenovani »ploščadi za metanje kamnov« (石打棚, išiućidana), kjer so lahko branilci opazovali ali metali predmete na napadalce. Imajo tudi majhne zaprte prostore, imenovane »skrivališča bojevnikov« (武者隠し, mušakakuši), kjer so se branilci lahko skrili in pobili napadalce, ki so jih presenetili, ko so vstopili v utrdbo. Zadnje nadstropje, šesto nadstropje, ima površino le 115 m². Okna v šestem nadstropju imajo zdaj železne rešetke, v fevdalnem obdobju pa je bil panoramski pogled skozi okna neoviran.
- "Jarek treh dežel" v središču grajskega kompleksa
- Upodobitev zapletenega grajskega kompleksa
- Družinski grb Ikede Terumase
- Stojala za orožje v notranjosti stolpa

### Obramba
Grad Himedži vsebuje napredne obrambne sisteme iz fevdalnega obdobja. Strelnice (狭間, sama) v obliki krogov, trikotnikov, kvadratov in pravokotnikov so po celotnem gradu, namenjene branilcem, oboroženim s tanegašimo (puška na lunto) in lokostrelcem, da streljajo na napadalce, ne da bi se izpostavili. V danes ohranjenih grajskih stavbah je približno 1000 odprtin. Na številnih točkah v grajskem obzidju so bili postavljeni tudi poševni žlebovi, imenovani »kamnita okna« (石落窓, iši-otoši-mado), ki so omogočala polivanje kamnov ali vrelega olja na glave napadalcev, ki so šli spodaj, bel omet je bila uporabljen pri gradnji gradu zaradi odpornosti proti ognju.
Grajski kompleks je vključeval tri jarke, od katerih je eden – zunanji – danes zasut. Ohranjeni so deli osrednjega jarka in vsi notranji jarki. Jarki imajo povprečno širino 20 m, največjo širino 34,5 m in globino približno 2,7 m. Jarek treh dežel (三国堀, sangoku-bori) je 2500 m2 ribnik, ki obstaja znotraj gradu; eden od namenov tega jarka je bil shranjevanje vode za uporabo pri preprečevanju požarov.
Grajski kompleks, (腰曲輪, košikuruva), vsebuje številna skladišča, ki so bila uporabljena za shranjevanje riža, soli in vode v primeru obleganja. Stavba, znana kot »Solni stolp« (塩櫓, šiojagura) je bila uporabljena posebej za shranjevanje soli in ocenjujejo, da je vsebovala kar 3000 vreč soli, ko je bil grajski kompleks v uporabi. Grajski kompleks je vseboval tudi 33 vodnjakov v notranjem jarku, od katerih jih je 13 ohranjenih; najgloblji od teh ima globino 30 m.
Eden najpomembnejših obrambnih elementov gradu je zmeden labirint poti, ki vodijo do grajskega stolpa. Vrata, podgradje in zunanje stene kompleksa so organizirane tako, da zmedejo bližajočo se silo in povzročijo, da potuje v spiralnem vzorcu okoli kompleksa na poti do stolpa. Grajski kompleks je prvotno vseboval 84 vrat, od katerih jih je bilo 15 poimenovanih po japonskem zlogovnem zapisu iroha (I, Ro, Ha, Ni, Ho, He, To itd.). Trenutno je nedotaknjenih 21 vrat iz grajskega kompleksa, od katerih jih je 13 poimenovanih po japonskem zlogovnem zapisu.
V mnogih primerih se grajske sprehajalne poti celo obrnejo same vase in močno ovirajo orientacijo. Na primer, ravna razdalja od vrat Hiši (菱の門, hišinomon) do glavnega stolpa (大天守, daitenšu) je le 130 m, sama pot pa je veliko daljša, 325 m. Prehodi so tudi strmi in ozki, kar dodatno ovira vstop. Ta sistem je omogočil, da so vsiljivce opazovali in streljali z utrdbe med njihovim dolgotrajnim približevanjem, vendar grad Himedži ni bil nikoli napaden na ta način, zato sistem ostaja nepreizkušen. Toda tudi danes, ko je pot jasno označena, ima marsikateri obiskovalec težave pri orientaciji po grajskem kompleksu.

## Kulturni vpliv
Grad Himedži je pogosto znan kot Hakuro-džō ali Širasagi-džō ("grad bele čaplje") zaradi svoje bleščeče bele zunanjosti in domnevne podobnosti s ptico, ki leti. Grad je bil velikokrat predstavljen v tujih in japonskih filmih, vključno s filmom o Jamesu Bondu You Only Live Twice (Samo dvakrat se živi, 1967) in Bojevnikova senca (1980) in Kaos (1985) Akire Kurosawe. V televizijski miniseriji Šogun (1980) je služil kot nadomestek za grad Osaka iz fevdalnega obdobja. V video igrah Civilization Revolution in Civilization V je grad Himedži na voljo za gradnjo svetovnega čuda. Najdemo ga tudi kot veliko stavbo v Forge of Empires.

### Zgodbe in legende
Grad Himedži je povezan s številnimi lokalnimi legendami. Dobro znani kaidan (ali japonska zgodba o duhovih) Bančō Sarajašiki (番町皿屋敷, "Dvorec Diš v Bančoju") je postavljen v Edo (Tokio), vendar različica z imenom Banšū Sarajašiki (播州皿屋敷, Dvorec Diš v provinci Harima) je v gradu Himedži. Obstaja sporna trditev, da je grad dobroverna lokacija celotne legende in domnevni Okikujin vodnjak ostaja v gradu do danes. Po legendi je bil Okiku lažno obtožena izgube posode, ki je bila dragocen družinski zaklad, nato pa ubita in vržena v vodnjak. Njen duh je ponoči strašil v vodnjaku in malodušno prešteval jedi.
Grad Himedži naj bi bil naseljen z jōkai Osakabehime, ki živi v grajskem stolpu in se izogiba ljudem, ki jih sovraži. V nekaterih legendah prevzame podobo stare ženske (ali ženske v svojih 30-ih) v obrednem, dvanajst plastnem kimonu. Ona zna brati človeške misli in nadzorovati manjše živalim podobne yōkaije, kenzokushin.
Legenda o »starem vdovskem kamnu« (姥が石, Ubagaši) je še ena folklorna zgodba, povezana z gradom. Po legendi je Tojotomiju Hidejošiju pri gradnji prvotnega trinadstropnega stolpa zmanjkalo kamenja in za njegove težave je slišala starka. Dala mu je svoj ročni mlinski kamen, čeprav ga je potrebovala za svojo trgovino. Rečeno je bilo, da so bili ljudje, ki so slišali zgodbo, navdihnjeni in so tudi ponudili kamne Hidejošiju, kar je pospešilo gradnjo gradu. Domnevni kamen je še danes viden prekrit z žično mrežo sredi enega od kamnitih zidov v grajskem kompleksu.
Folklorna zgodba je povezana tudi s Sakurai Genbeijem, ki je bil mojster mizar Ikede Terumase pri gradnji trdnjave. Po legendi je bil Sakurai nezadovoljen s svojo konstrukcijo, saj je menil, da se stolp nagiba nekoliko proti jugovzhodu. Sčasoma je postal obupan in se povzpel na vrh trdnjave, kjer je z dletom v ustih skočil v smrt.

## Obiskovalci
Do 14. aprila 2009 je skupno število obiskov od obnove iz obdobja Šova preseglo 40 milijonov.
- 2010 – 458.000 (začela so se obnovitvena dela)
- 2011 – 611.000
- 2012 – 711.000
- 2013 – 881.000
- 2014 – 919.000
- 2015 – 2.860.000 (marca zaključena obnovitvena dela)
- 2016 - 2.112.100
- 2017  - 1.824.000
- 2018 - 1.589.000
- 2019 - 1.548.000
- 2020 - 390.171

## Dodatne informacije

### Sestrski gradovi

#### Château de Chantilly
Château de Chantilly je sestrski grad gradu Himedži in pravijo, da je najlepši grad v Franciji. Stoji 40 kilometrov severno od Pariza. Grad je upodobitev veličastnega arhitekturnega sloga renesančnega obdobja. Partnerstvo med gradovoma Himedži in gradom Chantilly se je začelo leta 1989.

#### Grad Conwy
Grad Conwy je sestrski grad gradu Himedži. Partnerstvo med gradovoma Himedži in gradom Conwy se je začelo leta 2019.

## Galerija
Pogledi od daleč

- Pogled na grad in mesto z Engyō-ji
- Pogled na grajski kompleks z zahodne strani
- Stolp in most, gledano z vhoda
- Pogled na stolpe in bujno grajsko posestvo spodaj
- Stolpi kot se vidijo od spodaj

Pogledi od spodaj

- Ena od strmih, ozkih poti, ki nadzorujejo dostop do gradu
- Pogled na grad Himeji iz princeskinih prostorov
- Trdnjava, kot je videti iz notranjega kroga (本丸, honmaru)
- Ukrivljeni zatrepi (千鳥破風, čidori hafu)
- Detajl stolpa
- Različni zunanji razgledi s turisti, 2019
- Pogled na grad Himedži od spodaj maja 2017

Notranjost

- Kamnito okno (石落窓, iši-otoši-mado)
- Okno za lokostrelca ali branilca, ki uporablja puško na lunto
- Notranja soba s tatamijem
- Hodnik
- Grajska okna